# Mikhalis Pierís
Mikhalis Pierís (grec: Μιχάλης Πιερής; Eftagònia, Xipre, 1952 — Eftagònia, Xipre, 3 de novembre de 2021) va ser un poeta, escriptor, crític literari, assagista, traductor i professor universitari xipriota. És considerat una personalitat rellevant dins del panorama cultural i poètic no només a Xipre, sinó també a Grècia.

## Biografia
Va estudiar literatura i teatre a la universitat de Salònica i, posteriorment, a la de Sydney. Va ser professor de la Universitat de Réthimno, a Creta i actualment és professor de literatura neogrega de la Universitat de Xipre.
Pierís té una llarga trajectòria lligada al teatre. Fundà el Taller de Teatre Grec de la Universitat de Sidney (1979), fou membre del Grup Universitari de Teatre de la Universitat de Creta (1987-1992) i és fundador del Laboratori Teatral de la Universitat de Xipre (ΘΕΠΑΚ) (1997). Ha adaptat i dirigit per al teatre obres literàries medievals, com la Crònica de Xipre, de Leòntius Makheras, o renaixentistes, com l'Erotòcrit de Vitzentzos Kornaros.
És professor de literatura neogrega de la Universitat de Xipre, en la qual impulsà la creació de la Facultat de Filosofia, de la que en fou degà diversos anys, essent fundador també del Centre Cultural de la referida universitat, al centre històric de Nicòsia. És cofundador de la revista literària xipriota Ύλαντρον (Ílantron).
Com a crític ha escrit nombrosos assajos sobre l'obra de molts poetes, en particular K. Kavafis, G. Seferis, T. Sinopoulos, el xipriota K. Montis, i M. Ganàs, autors que són una referència de la seva poesia, juntament amb Kariotakis, Kalvos o el cançoner popular demòtic.

## Obra
Ha publicat contes i obra en prosa, i diversos reculls poètics. Inicià les seves publicacions de poesia el 1978 sota el pseudònim de Mikhalis Eftagonitis. La seva poesia està centrada en la imatge de la ciutat. Com el mateix autor indica, les múltiples ciutats que ha visitat, per motius familiars, acadèmics o artístics, París, Londres, Melbourne, Barcelona, Màlaga, Granada, Roma, Ginebra, Venècia, Ravenna, Ferrara, Moscou, Sant Petersburg, Palerm, Siracusa, Catània, Milà, Nàpols, Alexandria, Trieste, etc., han influït la seva poesia, si bé aquesta té sempre, al fons, Xipre i el seu poblet d'Eftagònia.

### Poesia
Font:
- Ανάσταση και Θάνατος μιας πολιτείας (Ressurrecció i mort d'una ciutat), Atenes, Πλανοδιον 1991
- Δός μου ορισμόν (Donam una ordre), Nicòsia, 1993
- Pυθμού και Φόβου (Del ritme i de la por), Atenes, Πλανοδιον 1996
- Μέρες της Λευκωσίας (Dies de Nicòsia), Nicòsia,Υλαντρον 1996
- Σ' όνειρο η πατρίδα (La pàtria en somni), Atenes, Πλανοδιον 1998
- Μεταμορφώσεις Πόλεων (1978-1998) (Metamorfosis de ciutats 1978-1998), Atenes, Καστανιώτης 1999
- Η ελεγεία της Γενεύης, Nicòsia, Υλαντρον 2001
- Αφήγηση (Narració), Atenes, Ιστός 2002
- Τόποι γραφής (Llocs d'escriptura), Atenes, Ίκαρος 2005
- Μεταμορφώσεις Πόλεων (1978-2009) (Metamorfosis de ciutats 1978-2009), Atenes, Ίκαρος 2010

### Prosa
Font:
- Μες στο ρυϋμό του φονικού. Αφηγήσεις και άλλα πεζά κείμενα, Atenes, Πλανοδιον 2004

### Teatre
Font:
- Λεοντίου Μαχαιρά (Leòntius Makheras), Εξήγησις της γλυκείας χώρας Κύπρου (Descripció del dolç país de Xipre) (adaptació teatral), Nicòsia, ΘΕΠΑΚ 1998
- Βασίλη Μιχαηλίδη (Vassilis Michaelidis), Η ρωμιοσύνη εν' φυλή συνότζιαιρη του κόσμου (adaptació teatral), Nicòsia, ΘΕΠΑΚ 2001
- Ευριπίδη (Eurípides), Φοίνισσες (Les fenícies) (traducció), Nicòsia, ΘΟΚ 2002
- Το Άσμα του Γιοφυριού (El cant del pont) (adaptació teatral), Nicòsia, ΘΕΠΑΚ 2003
- Βιτσέντζου Κορνάρου (Vitzentzos Kornaros), Ερωτόκριτος (Erotòcrit) (adaptació teatral), Nicòsia, ΘΕΠΑΚ 2005
- Το Σπίτι. Έρχομαι για λίγο φως. Δυο ϋεατρικά έργα, Atenes, Μελάνι 2009

## Guardons
Font:
- 2002 : Premi Melina Merkuri per la seva traducció al neogrec de Les fenícies, d'Eurípides.
- 2009 : Premi Internacional de Poesia Il Lazio tra Europa e Mediterraneo, atorgat per la regió italiana del Lazio.
- 2010 : Premi a l'Excel·lència en les Lletres, atorgat pel Govern de la República de Xipre.
- 2011 : Commendatore dell'Ordine della Stella della Solidarietà Italiana, concedit per la República Italiana.

## Traduccions al català
- 2000: Traducció de sis poemes per part d'Alexis Eudald Solà.[4][5]
- 2011: Poema El drac i la donzella, a càrrec de Joaquim Gestí.[6]
- 2012: Poemes Ulisses encadenat i Com Ulisses, a càrrec de Joaquim Gestí.[7]

### Traduccions al català
- Pierís, Mikhalis; Solà, Alexis Eudald (traductor) «Poemes». XVI Festival Internacional de Poesia [Barcelona], 2000, pàg. 87-99.
- Pierís, Mikhalis; Gestí Bautista, Joaquim (traductor) «Ο Δράκος και η Κόρη (El drac i la donzella)» (Html) (en grec i català). El drac i la donzella. Biscúter. La revista digital de l'Institut Manuel Vázquez Montalbán, 15-04-2011 [Consulta: 3 maig 2015].
- Pierís, Mikhalis; Gestí Bautista, Joaquim (traductor) «Οδυσσέας Δεσμώτης (Ulisses encadenat) - Οδυσσειακό (Com Ulisses)» (Html) (en grec i català). Dos "Ulisses" de Mikhalis Pierís. De Troia a Ítaca, 18-12-2012 [Consulta: 3 maig 2015].